# Czapla modronosa
Czapla modronosa (Ardeola ralloides) – gatunek średniej wielkości ptaka brodzącego z rodziny czaplowatych (Ardeidae).

## Systematyka
Jest to gatunek monotypowy. Proponowany podgatunek paludivaga nie jest uznawany.

## Zasięg występowania
Zamieszkuje południową Europę, południową część Europy środkowej i wschodniej, rejon Kaukazu, Bliski Wschód po Iran na wschodzie, tereny wokół Jeziora Aralskiego i jego dopływów aż po Afganistan, oraz Afrykę (poza Saharą) wraz z Madagaskarem. Populacje z Palearktyki są wędrowne; populacje afrykańskie są koczownicze lub osiadłe, ale przemieszczające się lokalnie na tereny tymczasowo podmokłe po sezonowych deszczach.
Do Polski zalatuje sporadycznie (do końca 2021 roku stwierdzono ją 101 razy, w sumie zaobserwowano 106 osobników).

## Morfologia
WyglądCzapla o krępej sylwetce, upierzeniu płowożółtym, białych skrzydłach, brzuchu i ogonie, na głowie ciemniejszy czub. W okresie godowym dziób niebieski, nogi czerwone. Osobniki młodociane ciemniejsze, z ciemnym, podłużnym prążkowaniem.
Wymiary średniedługość ciała 45–47 cm
rozpiętość skrzydeł 80–90 cm
masa ciała ok. 230–370 g

## Ekologia i zachowanie

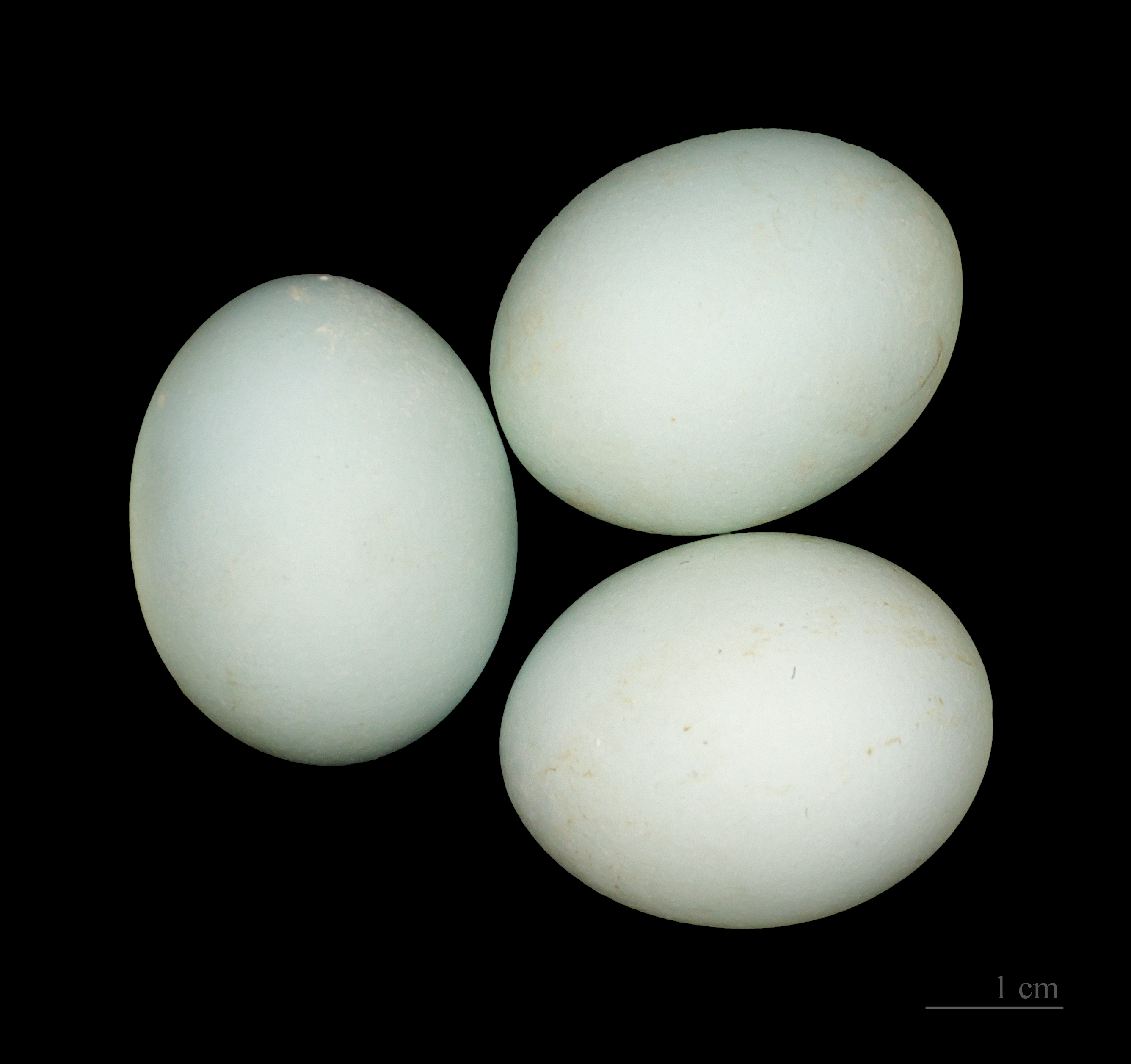
Jaja z kolekcji muzealnej

BiotopBagniste brzegi rzek i jezior, trzcinowiska i pola ryżowe.
GniazdoNa krzewach i drzewach, tworząc duże kolonie często wraz z innymi gatunkami czapli. Gniazdo jest lepiej ukryte niż u pozostałych członków rodziny.
JajaW ciągu roku wyprowadza jeden lęg, składając w kwietniu – czerwcu (w Afryce podczas pory deszczowej) 4 do 6 jaj o średnich wymiarach 38,2 x 28,9 mm.
Wysiadywanie, pisklętaJaja wysiadywane są przez okres 22–24 dni przez obydwoje rodziców. Pisklęta opuszczają gniazdo po 35 dniach, ale usamodzielniają się po 45 dniach.
PożywienieDrobne zwierzęta. Szczególnie aktywna o zmierzchu i w nocy.

## Status i ochrona
IUCN uznaje czaplę modronosą za gatunek najmniejszej troski (LC – Least Concern) nieprzerwanie od 1988 roku. Liczebność światowej populacji, według szacunków organizacji Wetlands International z 2015 roku, mieści się w przedziale 370–780 tysięcy osobników. Ogólny trend liczebności nie jest znany, choć populacja europejska wydaje się stabilna. Największym zagrożeniem dla tego gatunku jest utrata i degradacja naturalnych lub stworzonych przez człowieka siedlisk słodkowodnych oraz podmokłych terenów zadrzewionych.
W Polsce podlega ścisłej ochronie gatunkowej.